# Градац (река)
Градац је река понорница која извире испод планине Повлен, а после неколико километара понире и поново избија код села Богатића, повише манастира Ћелије, код Јаког извора. Одатле до Ћелија, Градац тече кроз кривудаву клисуру, прави известан лук око манастира и одлази према Ваљеву, где се улива у Колубару.
Река Градац, водом најбогатија притока Колубаре, усекла је клисурасто-кањонску долину дужине 22,7 km. Од саставака Буковске реке и Забаве, где у ствари настаје, до ушћа у Колубару ова река има дужину 28 km и укупан пад 187 метара.

## Кањон реке Градац
Дужином од 22,7 km и дубином од 150-200 метара, кањон Градца је најдужи и најмаркантнији облик речне ерозије Ваљевском красу. Кањонска долина Градца се састоји из два дела:

### Горњи део
Горњи део који се пружа између Ластре и Богатића, односно од Остојића вира до врела. Тај део по називу Суваја, познат је као периодски ток. Подземна циркулација се одвија испод речног корита на непознатој дубини, и усмерена је према врелу Коловрат које се налази с десне стране корита низводно од Зеленаца - главног врела.
- Градац на Шареном платну
- Поглед према околини код извора реке Градац
- Анатема зими
- Ерозивна брана код еко домаћинства
- Испод манастира Ћелије
- Код Шареног платна
- Детаљ реке зими

### Доњи део
Доњи део низводно од врела до Ваљева.

### Основне карактеристике кањона
Основне карактеристике кањона су вертикалне литице, у вишим деловима кањонских страна, док се у њиховом подножју јављају сипари, услед сталног подсецања и померања, радом речне воде.
У кањону Градца истражено је 69 спелеолошких објеката: 67 пећина и 2 јаме.
Дегурићка пећина, Краљева пећина, Градска пећина са колонијама слепих мишева, заштићене су Законом о заштити природе Републике Србије.

## Биљни и животињски свет у клисури реке Градац

### Животињски свет
- Животиње које се могу срести у кањону Градца су: Јеж, Шумски пух, Шумски миш, Жутогрли миш, Веверица, Риђа валухарица.
- Ловна дивљач која насељава кањон: Срна, Зец, Дивља свиња ( у мањем броју), Лисица, Куна златица, Куна белица, Видра.
- Кањон реке насељава и велики број птица као што су: Зеба, Кос, Препелица, Креја, Ветрушка, Шумска сова, Ћук, Јастреб кокошар, Црвенорепка, Чавка.
- У водама Градца живе рибе: Поточна пастрмка, Пеш, Клен, Поточна мрена, Плиска, Пијор.
- У реци се среће и Речни рак.
- Гмизавци који се срећу к кањону: Поскок, Смук, Белоушка, Слепић, Зелембаћ, Барска корњача, Шумска корњача ( у мањем броју), Зелена жаба, Жаба гаталинка.

### Биљни свет и гљиве у клисури
Клисурасто кањонски усек као и укупни слив реке Градац се одликује изузетном разноликошћу биљних врста као и бројем гљива. До сада је, на овом простору регистровано 400 биљних таксона као и 240 врста гљива.
- На обалама Градца присутне су плавине са Лопухом, млечикама, раставићима, ментама.
- На алувијалним наносима у клисури су развијене ливадско-пашњачке заједнице са разним врстама трава или плављене, проређене шуме Врбе.
- На подлогама са више камења живе Топола као и Јеова.
- У кањону реке могу се наћи и ретке врсте као што су орхидеје.
- У шумама које се налазе у кањону реке налази се и велики број гљива.

### Антропогени утицаји
Основни проблем у заштити природног добра и заштити природе уопште, долази од деловања човека и његових утицаја на нормалне, природне процесе и односе.
- Највећи загађивач клисуре реке Градац је свакако железничка пруга Београд-Бар која пролази кроз највећи део клисуре.
- Непланска сеча шуме, изазивање пожара, вађење песка и шљунка, одлагање отпада чак формирање дивљих депонија су сасвим непожељне активности које, уз криволов дивљачи и рибе, представљају насртаје на основне вредности овог природног амбијента.
- Присутне бетонске бране ( Градац, Дегурић, Белић ) без рибљих стаза или без одржавања проточних отвора, представљају такође тачке неповољних, антропогених утицаја у погледу слободне миграције фауне. Посебно се тај неповољни утицај осећа у зимским месецима када је онемогућена природна, мрестна миграција Поточне пастрмке у горње делове водотока.

## Галерија
- Река Градац, горњи ток
- Брана Градац